# Coffee House
Coffee House (coréen : 커피하우스, Keopihauseu)  est une série télévisée sud-coréenne diffusée en 2010 sur SBS.

## Scénario
Lee Jin-soo (Kang Ji-hwan) fait les choses en grand depuis qu'il a écrit plusieurs romans à suspense, qu'ils l'ont établi comme un romancier à succès. Il travaille pour Seo Eun-young (Park Si-yeon), la propriétaire de la plus grande maison d'édition de Corée du Sud, avec qui il avait une amitié de longue date. Jin-soo a de nombreux fans, surtout des femmes, et il semble être le conjoint idéal pour chacune d'entre elles. Mais ce que personne ne sait, c'est qu'il est en réalité un peu étrange et sarcastique, qu'il a de nombreuses habitudes étranges, et qu'il cache un noir secret. Celle qui doit lui faire face, ainsi qu'à ses habitudes, est sa secrétaire, Kang Seung-yeon (Ham Eun-jeong), qui l'a supplié pour obtenir ce travail dans le but de devenir une femme active, et non plus la fille timorée qu'elle est au fond d'elle-même. En plus de cela, l'ex-fiancé de Eun-young mais qu'elle déteste, Han Ji-won (Jung Woong-in), est de retour. Ce dernier essaye de la récupérer, mais elle n'a d'yeux que pour Jin-soo.

## Acteurs et personnages

### Acteurs principaux
- Kang Ji-hwan - Lee Jin Soo
- Park Si-yeon - Seo Eun Young
- Ham Eun-jeong - Kang Seung Yeon
- Jung Woong-in - Han Ji Won

### Acteurs secondaires
- Park Jae Jung - Kim Dong Wook
- Jung Soo Young - Oh Hyun Joo
- Jung Ji Ah - Go Yoon Joo
- Jin Sung - Park Young Chul
- Heo Tae Hee - Dong Min
- Ahn Kil Kang - Kang Jin Man (père de Seung Yeon)
- Kim Ji Young - Hong Bong Nyeo (grand-mère de Seung Yeon)
- Kim Min Sang - Kang Seung Chul (frère de Seung Yeon)
- Lee Soon Jae - grand-père de Eun Young
- Lee Hye Eun - ami de Eun Young
- Won Ki Joon - Hyun Suk
- Bang Joon Seo
- Jung Joon Ho (caméo)
- Kim Sung Min (caméo)

## Diffusion internationale
| Pays         | Chaîne               | Titre        | Première diffusion |
| ------------ | -------------------- | ------------ | ------------------ |
| Corée du Sud | SBS                  | 커피하우스   | 17 mai 2010        |
| États-Unis   | SBS International    | Coffee House |                    |
| Canada       | All TV               |              |                    |
| Hong Kong    | TVB                  |              |                    |
| Taïwan       | STAR Chinese Channel |              |                    |
| Philippines  | TV5                  | Coffee House | 2013               |

### Sources
- (en) Cet article est partiellement ou en totalité issu de l’article de Wikipédia en anglais intitulé « Coffee House (TV series) » (voir la liste des auteurs).